# 中切村
中切村（なかぎりむら）は、広島県賀茂郡にあった村。

## 歴史
- 1889年（明治22年）4月1日 - 町村制の施行により、賀茂郡中切村が単独で村制施行し、中切村が発足。
- 1942年（昭和17年）4月1日 - 賀茂郡野呂村と合併して野路村を新設して消滅。